# 49.ª División (Ejército Popular de la República)
La 49.ª División fue una de las divisiones del Ejército Popular de la República que se organizaron durante la guerra civil española sobre la base de las Brigadas Mixtas. Estuvo desplegada en el frente de Levante.

## Historial
Durante 1937 ya había existido en el frente Norte una división que empleó esta numeración, sucesora de la «2.ª División vasca».
El 30 de abril de 1938 la división fue recreada en el seno del XX Cuerpo de Ejército. Sería enviada al frente de Levante para apoyar a las fuerzas republicanas allí desplegadas contra la ofensiva franquista que trataba de conquistar Valencia. Agruparía en su seno a las brigadas mixtas 75.ª, 128.ª y 221.ª, bajo el mando del mayor de milicias Francisco Jiménez Durán. Permaneció en el frente de Levante hasta el final de la contienda, sin participar en operaciones militares de relevancia.

## Mandos
Comandante
- mayor de milicias Francisco Jiménez Durán;[8]

Comisarios
- Máximo Tomás Huete Langa, del PCE;[9]

## Orden de batalla
| Fecha               | Cuerpo de Ejército adscrito | Brigadas Mixtas integradas | Frente de batalla |
| ------------------- | --------------------------- | -------------------------- | ----------------- |
| Agosto de 1937      | XIV Cuerpo de Ejército      | 159.ª, 162.ª y 165.ª       | Santander         |
|                     |                             |                            |                   |
| 30 de abril de 1938 | XX Cuerpo de Ejército       | 183.ª, 184.ª y 185.ª       | Reserva general   |
| 30 de mayo de 1938  | XX Cuerpo de Ejército       | 57.ª y 128.ª               | Levante           |
| Agosto de 1938      | XX Cuerpo de Ejército       | 75.ª, 128.ª y 221.ª        | Levante           |